# Chris Latta
Pour les articles homonymes, voir Collins et Latta.
Chris Latta, de son vrai nom Christopher Lawrence Latta est un acteur, doubleur et humoriste américain né le 30 septembre 1949 et mort le 12 juin 1994. Plus connu pour être la voix du Commandant Cobra dans la série télévisée G.I. Joe: A Real American Hero ainsi que pour être la voix Starscream dans la série télévisée Transformers : Generation 1, il est aussi reconnu par les adeptes de Star Trek pour ses invitations dans La Nouvelle Génération ainsi que dans Deep Space Nine. Il a aussi joué dans de nombreux films pour le cinéma ou pour la télévision. Il aussi une très bonne carrière en tant qu'humoriste de Stand-up.

## Biographie
Christopher Collins est né Christopher Lawrence Latta à Orange, dans le New Jersey, aux États-Unis et a grandi dans le quartier de Manhattan, Morningside Heights à New York. Son nom officiel devint Christopher Charles Collins lorsque son beau-père l'adopta. Le père biologique de Collins, Robert Latta, était un acteur de théâtre new-yorkais. Sa mère, Jane Morin était productrice exécutive dans la publicité. Dans son spectacle il affirmait avoir grandi à Harlem parce qu'ils disaient que ses parents avaient déplacée la famille à Morningside Heights pour qu'il "puisse rencontrer des Negros" (en effet Morningside Heights est aussi appelé "Harlem de l'ouest").
Collins s'est marié et a eu trois enfants. Au début de sa carrière il passait son temps sur les routes entre New York, Boston et Los Angeles avant de s'installer en 1983 à Los Angeles. En 1991 il s'installa définitivement à Ventura en Californie.
Il décède le 12 juin 1994 officiellement d'une hémorragie cérébrale à la suite d'une longue maladie. Bien que la plupart de ces contemporains la confirment, certains ont fait quelques commentaires immisçant le doute quant à la raison de son décès. Parmi eux nous pouvons citer Peter Cullen (qui disait que Collins était une victime de la tendance Hollywoodienne à "dévorer sa jeunesse"), Susan Blu (qui a dit que Latta était "un bon type mais qui a ses démons" et Flint Dille (qui dans les commentaires du DVD de Transformers - Le film affirme que lui et les autres membres de la production n'ont jamais vraiment su la cause de sa mort).

## Filmographie
- 1979 : Star Blazers (en) (série télévisée) : Comet Empire Gen. Dire, Sgt. Major Knox (Eps. 27-52) (voix)
- 1981 : Spider-Man and His Amazing Friends (série télévisée) : L'Homme-Sable
- 1983 : G.I. Joe: A Real American Hero (feuilleton TV) : Breaker, Commandant Cobra, Gung-Ho, Steeler (voix)
- 1984 : G.I. Joe: The Revenge of Cobra (TV) : Breaker, Commandant Cobra, Gung-Ho, Ripper (voix)
- 1984 : Transformers (série télévisée) : Defensor, Reflector, Skullcruncher (en),Starscream, Wheeljack, Krunk, Sparkplug Witwicky (en) (voix)
- 1985 : Bigfoot and the Muscle Machines (en) (vidéo) : Adrian Ravenscroft, Ernie Slye (voix)
- 1985 : G.I. Joe (série télévisée) : Breaker, Commandant Cobra, Frostbite, Gung-Ho, Horror Show, Ripper, Steeler, Patrick O'Hara (voix)
- 1986 : InHumanoids: The Movie : D'Compose, Grana-Q, Tendril (voix)
- 1986 : Les Transformers : le film : Starscream, Wheeljack (voix)
- 1986 : InHumanoids (série télévisée) : D'Compose, Tendril, Statesman Grana-Q (voix)
- 1986 : The Blinkins (TV) : Slime (voix)
- 1986 : G.I. Joe: Arise, Serpentor, Arise! (TV) : Commandant Cobra, Gung-Ho, Horror Show, Ripper (voix)
- 1987 : G.I. Joe: The Movie (vidéo) : Commandant Cobra, Gung Ho, Ripper, Televiper #1 (voix)
- 1987 : Visionaries: Knights of the Magical Light (série télévisée) : Darkstorm, Cravex (voix)
- 1988 : Dino Riders (série télévisée) : Rasp (voix)
- 1989 : Bar routier (Road House) : Le mari partagé
- 1990 : Les Simpson (série télévisée) : le présentateur TV (épisode : Une soirée d'enfer)
- 1991 : Perverse Cop (Blue Desert) : L'homme au téléphone
- 1991 : Double identité (True Identity) : Frank LaMotta
- 1991 : Danger Team (TV) : Truk (voix)
- 1992 : Arrête, ou ma mère va tirer ! (Stop! Or My Mom Will Shoot) : Un membre du gang
- 1992 : Une étrangère parmi nous (A Stranger Among Us) : Chris Baldessari